# Tendencja samoobronna
Tendencja samoobronna – zjawisko polegające na przypisywaniu (na zasadzie atrybucji dyspozycyjnej) zasługi za sukcesy sobie, a (poprzez atrybucję sytuacyjną) odpowiedzialności za swoje porażki czynnikom zewnętrznym. Służy ochronie poczucia własnej wartości. 
Przykład zaczerpnięty z protokołów policyjnych, opisujący wypowiedź kierowcy, który spowodował wypadek: „Słup telefoniczny zbliżał się szybko, próbowałem zejść mu z drogi, gdy uderzył w przód mojego auta”.
Tendencja samoobronna uważana jest za zdrowe zjawisko, pojawia się u większości zdrowych psychicznie ludzi. Może jednak przyjmować skrajną postać – samoutrudniania – wtedy traktowana jest jako objaw patologii.